# 叶夫根尼·马克西莫维奇·普里马科夫
叶夫根尼·马克西莫维奇·普里马科夫（俄语：Евгений Максимович Примаков，羅馬化：Yevgeniy Maksimovich Primakov，1929年10月29日—2015年6月26日），俄罗斯政治家，日本法政大学名誉博士、名誉教授。曾任俄罗斯外交部长及總理。

## 早年
普里马科夫生于基辅，俄罗斯族人。童年在现格鲁吉亚首都第比利斯度过。1953年毕业于莫斯科东方学院，1956年国立莫斯科大学研究生毕业，是经济学博士。日本法政大学名誉博士。

## 工作
1953年至1962年在国家广播和电视委员会工作，1962年至1970年担任《真理报》评论员和副主编（负责亞非国家），1970年至1977年，任苏联科学院世界经济和国际关系研究所副所长。1977年至1985年任苏联科学院东方学研究所所长，1985年至1989年任苏联科学院世界经济和国际关系研究所所长。

## 情报局任职
1989年4月被选为苏共中央委员，1989年6月被选为苏联最高苏维埃联盟院主席。在1989年9月举行的苏共中央全会上，他当选为苏共中央政治局候补委员。1991年普里马科夫任苏联国家安全委员会第一副主席，1991年10月国家安全委员会解散，同年11月他被任命为新成立的苏联中央情报局局长。1991年12月苏联解体后，他任俄罗斯对外情报局局长。

## 政府总理
1992年4月至1996年7月任俄罗斯联邦安全会议成员。1996年1月任外交部长，同年7月25日被任命为俄联邦国防会议成员（国防会议于1998年3月3日取消），7月31日任安全会议常务委员。1998年5月成为俄政府主席团成员，同年9月11日任政府总理，負責解決1998年俄羅斯經濟危機，9月30日任俄白联盟执行委员会主席。
1999年3月因北約轟炸南斯拉夫，自尋求美援的飛機上折返俄羅斯表示抗議，成為仇美情緒的出口，支持度暴增，威脅到總統葉爾辛派系的集團利益。後1999年5月被免去总理职务，同年6月免去安全会议常务委员职务。

## 一度竞选总统
普里马科夫是俄罗斯“祖国－全俄罗斯”运动领导人，1999年5月被免去总理职务后，葉爾辛集團，包含俄羅斯的巨富寡頭，推選了普丁，但當時的普丁尚無知名度，選舉在即，不可能選贏普里馬科夫，但俄羅斯巨富寡頭認為可以憑媒體形象創造總統，發動所有的電視媒體攻擊普里馬科夫，全力扶持普丁接班。普京後來在第二次車臣戰爭中的積極，人氣也迅速飆升，並在新年前，獲得葉爾辛指定作為接班人，代理執掌權力。
12月国家杜马（议会下院）选举前夕，普里马科夫正式宣布参加竞选总统，成为代总统普京问鼎克宫最强有力的竞争对手。但2000年2月4日宣布退出下個月的总统竞选。在解释退出总统竞选的原因时，普里马科夫含蓄地说，俄罗斯距离真正的民主还很远，而且这一状况在几个月内不会发生根本改变。
2000年7月普里马科夫出任俄罗斯处理德涅斯特河沿岸问题委员会主席。2001年9月3日，辞去在“祖国—全俄罗斯”杜马议会党团领导人的职务。

## 逝世
普里马科夫于2015年6月26日在莫斯科病逝，享年85岁。
时任中华人民共和国国务院副总理、中俄人文合作委员会中方主席刘延东于6月30日下午专程赴俄羅斯駐華大使館吊唁。